# Urmeira
A Urmeira é uma zona da freguesia da Pontinha e Famões, em Odivelas, Região de Lisboa e Vale do Tejo, em Portugal. Localiza-se nas encostas da serra da Luz, confinando com o rio da Costa, encaixada no vale da Paiã.
A localidade é vizinha do rio da Costa, que nas épocas de maior pluviosidade apresenta perigo de cheia. Segundo os moradores, esta situação piorou substancialmente em 1999, após serem efectuadas obras no leito para permitir a construção do troço Odivelas-Alfornelos da Circular Regional Interior de Lisboa (CRIL).
Em 1999 a única colectividade da zona era a União Desportiva e Recreativa de Santa Maria (UDRSM ou UDR Santa Maria), fundada a 4 de novembro de 1964, cuja sede naquele ano apresentava os mesmos sinais de degradação dos outros edifícios do bairro, com paredes danificadas pela humidade e colectores de esgotos em avançado estado de degradação. A colectividade dispunha, então, de um pequeno bar que funcionava nas suas instalações. A UDR Santa Maria conta com um campo desportivo com relvado sintético, renovado no início de 2013.
Dispõe de uma Unidade de Cuidados de Saúde Personalizados (UCSP), localizada no bairro de Santa Maria. Em março de 2019, de acordo com a Comissão de Utentes de Saúde da Freguesia da Pontinha, esta apresentava vários problemas logísticos, em particular relacionados ao transporte de idosos, que constituem a maior parte dos utentes da unidade, para as suas instalações.
A comunidade de Santa Maria, no bairro da Urmeira, é uma das seis que compõem a paróquia da Pontinha. É servida pela capela de Santa Maria, inaugurada em 1953. A capela, deteriorada após as cheias, e modificada ao longo dos anos, foi alvo de obras de restauro, concluídas em dezembro de 2013. É facilmente identificável pela cruz azul iluminada, junto da CRIL.
A Urmeira dispõe ainda do Centro de Dia de Santa Maria, para apoio aos idosos, inaugurado a 8 de dezembro de 1987. Até 2015 a Urmeira era servida por uma creche, o "Jardim de Infância Crianças de São José", fundada em 1990, e então com 40 crianças. Em março daquele ano a instituição, gerida pela IPSS PROSÁLIS, fechou sem aviso, causando a revolta e incompreensão dos moradores.
Ao nível do ativismo, existe o grupo de Facebook dos "Amigos do Bairro de Santa Maria (Urmeira)", criado por João Miranda Inácio para defender os interesses dos moradores dos bairros da Urmeira.
Santamaria, o mais jovem jogador de sempre a jogar pela equipa principal do Sporting, cresceu na Urmeira.

## História
Em 1493, D. Filipa, filha do Infante D. Pedro, falecida em Odivelas, no codicilo do seu testamento, datado de 9 de janeiro daquele ano, refere a compra da Urmeyra a D. Beatriz, a quem devia uma escrava que a vendedora deixara forra e que estava com Diogo de Mendonça, 3 mil reis em dinheiro, e uma cama de roupa que valha 2 mil reis. A propriedade entra, assim, na posse do Mosteiro de São Dinis de Odivelas. Os bens do convento na Urmeira constam do inventário realizado aquando da extinção do mesmo em 15 de junho de 1886, por morte da última religiosa.
Ainda no século XV, documenta-se uma vinha na ribeira da Urmeira, cujo foro é alterado de 80 para 140 reais por alvará de 15 de abril de 1499, feito em Lisboa, devido às benfeitorias que nela haviam sido feitas. Em março de 1503, o contrato do foreiro é desfeito por sentença, por ter sido feito sem que a vinha andasse antes em pregão, sendo posteriormente confirmado o emprazamento em novembro de 1504 a João Martins Craro, ferreiro, morador no Mosteiro de Odivelas, por 140 reis anuais pagos por dia de São João.
Em abril de 1758, quando são redigidas as Memórias Paroquiais, o lugar da Urmeyra é assinalado como pertencendo à freguesia de Odivelas, termo de Lisboa, sendo dada a informação de que anteriormente se chamara Ulmeyra, pelos muitos ulmos que aí havia. Contava então com dez casas e 57 pessoas. Aqui se encontrava a quinta que fora de António da Gama, com uma ermida dedicada a Santo António, e a quinta que fora de António de Melo, com uma ermida do Espírito Santo.
Em 1771 existia aqui a Quinta do Assentista, a qual continha uma courela de vinha e árvores de cujo prazo eram senhores directos o prior e religiosos do Convento do Carmo, em Lisboa, a qual se encontrava na posse de João Rodrigues Caldas.
Em 1815, documenta-se a Quinta da Urmeira, na estrada que vai da Paiã para os Pombais, então pertencente à freguesia do Lumiar, que se encontrava em arrematação por execução movida por D. Sebastiana Leonor da Silva Braga a João da Silva Braga.
No fim de setembro de 1867, o então sítio da Urmeira foi visitado pelo poeta Júlio de Castilho, a convite de um dos seus filhos, que ali se encontrava "a ares". Era então um local campestre e pitoresco, ao fundo do frondoso vale da Paiã, com um "casalinho (...) muito braquinho e alegre, com o seu regato, as suas oliveiras, e o chão tratado de horta", acessível desde Lisboa por carruagem. Dizia-se então que o local era tão desconhecido dos lisboetas como o Bié, em Angola, ou o Zumbo, em Moçambique, sendo considerado então um dos sítios mais isolados e amenos do termo de Lisboa:
| “ | cheiroso a mato e laranjais; sombreado de freixos e oliveiras; murmurado de águas correntias; e esquecido, inteiramente esquecido de Lisboa. Se o paraíso terreal tinha representação, era na Urmeira | ” |

Júlio de Castilho, muito agradado da localidade pela sua ruralidade e sossego, ali compôs, durante esta primeira estadia, o poema "O Trovador da Aldeia". Em agosto do ano seguinte, de volta à Urmeira, escreveu "A Arribana da Horta", "Gil Vicente e a Pintura", "Solidão na Solidão", "Visões de Pastores", "Virgílio", "O Santo António da Portada", e, em setembro do mesmo ano, "Pastor e Poeta", "Ócio Fecundo", "O Pastor", e "A Leitura", todos publicados na sua obra O Ermitério.
Em 1904, era um lugar da freguesia de São João Baptista do Lumiar, no 3.º bairro de Lisboa, aqui se localizando a Quinta das Arrombas.
Durante o século XX a zona foi sendo paulatinamente invadida por bairros de barracas, que já estavam sendo erradicados no início da década de 1960.
Em meados do século XX, o Governo Civil de Lisboa, proprietário de vários hectares na área, construiu aqui vários bairros para alojamento dos seus funcionários. Vários destes bairros acolheram habitantes dos bairros de barracas da região, pelo menos desde 1962. Em dezembro desse ano, o então Governador Civil de Lisboa, Dr. Osório Vaz, presidiu à festa de natal na escola do bairro de Santa Maria, na Urmeira.
Em meados de fevereiro de 1966, um temporal deixou várias famílias do bairro da Urmeira desabrigadas, sendo as crianças recolhidas no salão de festas que então existia na localidade, para onde foram transportados muitos colchões. A localidade dispunha, então, de um ponto clínico, onde foram prestados os primeiros socorros às vítimas do temporal.
Em 1967, os bairros da Urmeira e Santa Maria, então encostados ao rio, foram destruídos pelas grandes cheias que nesse ano assolaram a região de Lisboa, com grande número de mortos e feridos. Na Urmeira foram contabilizados pelo menos 15 mortos, sendo uma das localidades mais afectadas. Alguns dos desalojados foram abrigados em moradias e andares cedidos pela antiga Assembleia Distrital de Lisboa. Em 1999, muitas das habitações eram precárias, com as áreas envolventes desleixadas.
Em 1999, o Governo Civil era ainda proprietário de cerca de 400 fogos, cujos habitantes em grande parte estavam incluídos no Programa Especial de Realojamento, a cargo do município de Odivelas.
A 15 de agosto de 2019, ocorreu um incêndio em mato nas imediações do bairro de Santa Maria, em terrenos pertencentes à Direcção-Geral do Tesouro e Finanças, que obrigou à evacuação dos residentes.

## Bairros
A zona da Urmeira compreende os bairros de Santa Maria, São José, Santo António, Dr. Mário Madeira, Menino de Deus, e Capela.
O bairro de Santo António em 1999 constitutuia-se de moradias térreas, já bastante degradadas, construídas num modelo semelhante aos antigos bairros operários.
O bairro do Menino de Deus organiza-se em bandas habitacionais construídas sobre socalcos, devido à pendente muito acentuada. Confina com terrenos da Escola Agrícola da Paiã, pertencentes à Reserva Agrícola Nacional.
Em 1999, haviam sido construídos jardins no bairro Dr. Mário Madeira, e entregues 52 novas casas a famílias no bairro da Capela.
Em 2017, na sequência do desmantelamento do parque infantil, devido ao avançado estado de degradação, os moradores do bairro uniram-se e apresentaram à Câmara Municipal de Odivelas, como parte das propostas para o orçamento participativo de 2017, a candidatura para a construção de um novo parque infantil, tendo sido então a proposta mais votada. Embora a concretização estivesse prevista para 2019, em junho de 2020 ainda não havia arrancado. Em outubro desse ano iniciou-se finalmente requalificação de diversos espaços públicos destes bairro, inclusive o novo parque infantil, previsto para o largo das Casas do Bairro de São José. A requalificação inclui também a plantação de árvores e a vegetalização dos taludes do largo, a requalificação do espaço central entre as instalações da UDR Santa Maria, e a envolvente às casas do Menino de Deus.
Em outubro de 2020, os conjuntos habitacionais dos bairros de Santa Maria, São José e Menino de Deus encontravam-se sob gestão do Instituto da Habitação e Reabilitação Urbana (IHRU),  destinando-se a proporcionar alojamento à população desfavorecida.